# Jean-Charles Adolphe Alphand
Jean-Charles Adolphe Alphand (Grenoble, 1817. október 26. – Párizs, 1891. december 6.) a Francia Híd- és Útügyi Hatóság/Testület (Le Corp des Ponts et Chaussées) mérnöke. 
Ismert párizsi városrendezési tevékenységéről, melyet először Haussmann báróval együtt, később mint a Párizsi Közmunkák Hivatalának igazgatója végzett. Máig Alhpand-t tekintik a párizsi zöldfelületek „atyjának”, a napjainkig kiható rendezési munkája, a Párizs tüdejét jelentő parkok, kertek és fásított sugárutak rendszerének kialakítása miatt.

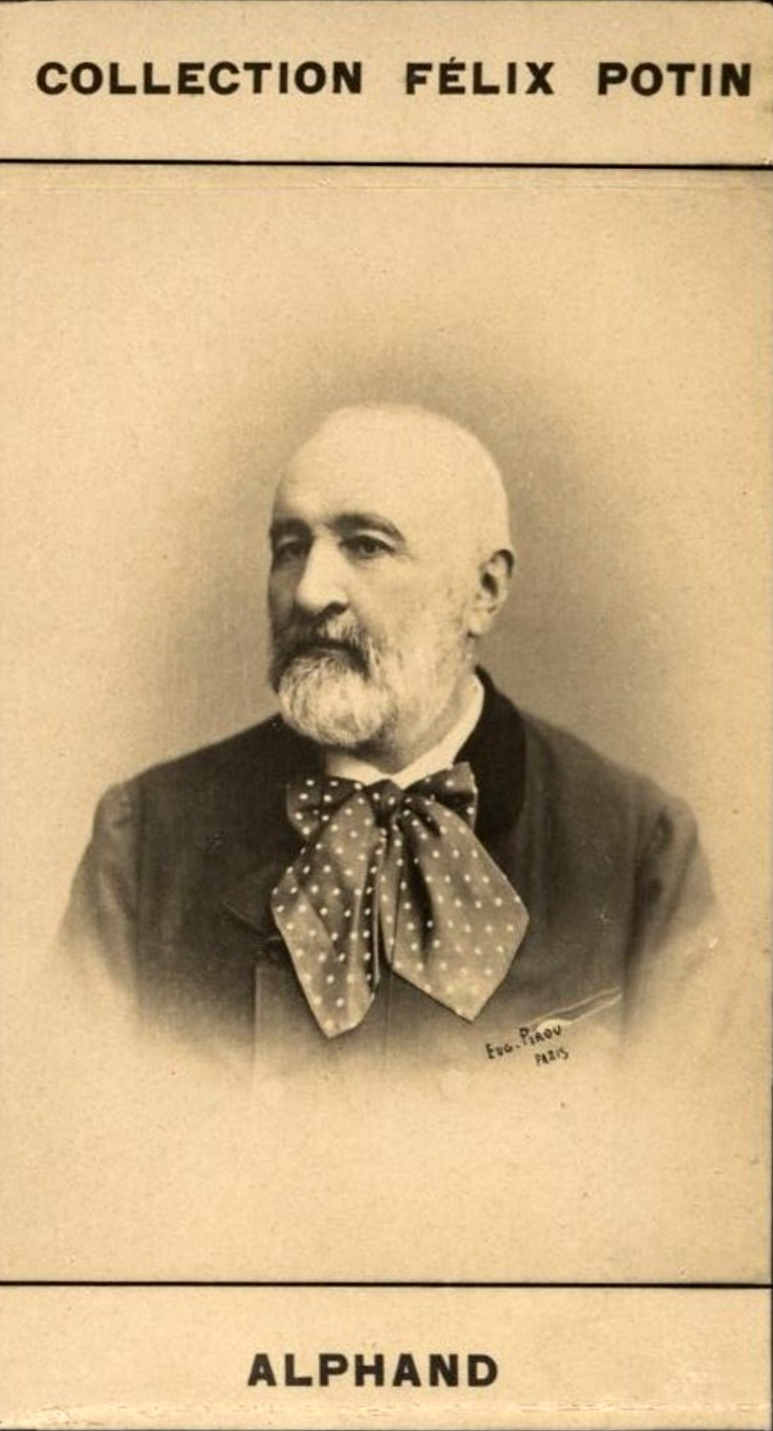
Adolph Alphand 1900 k. Félix Potin et Cie felvétele

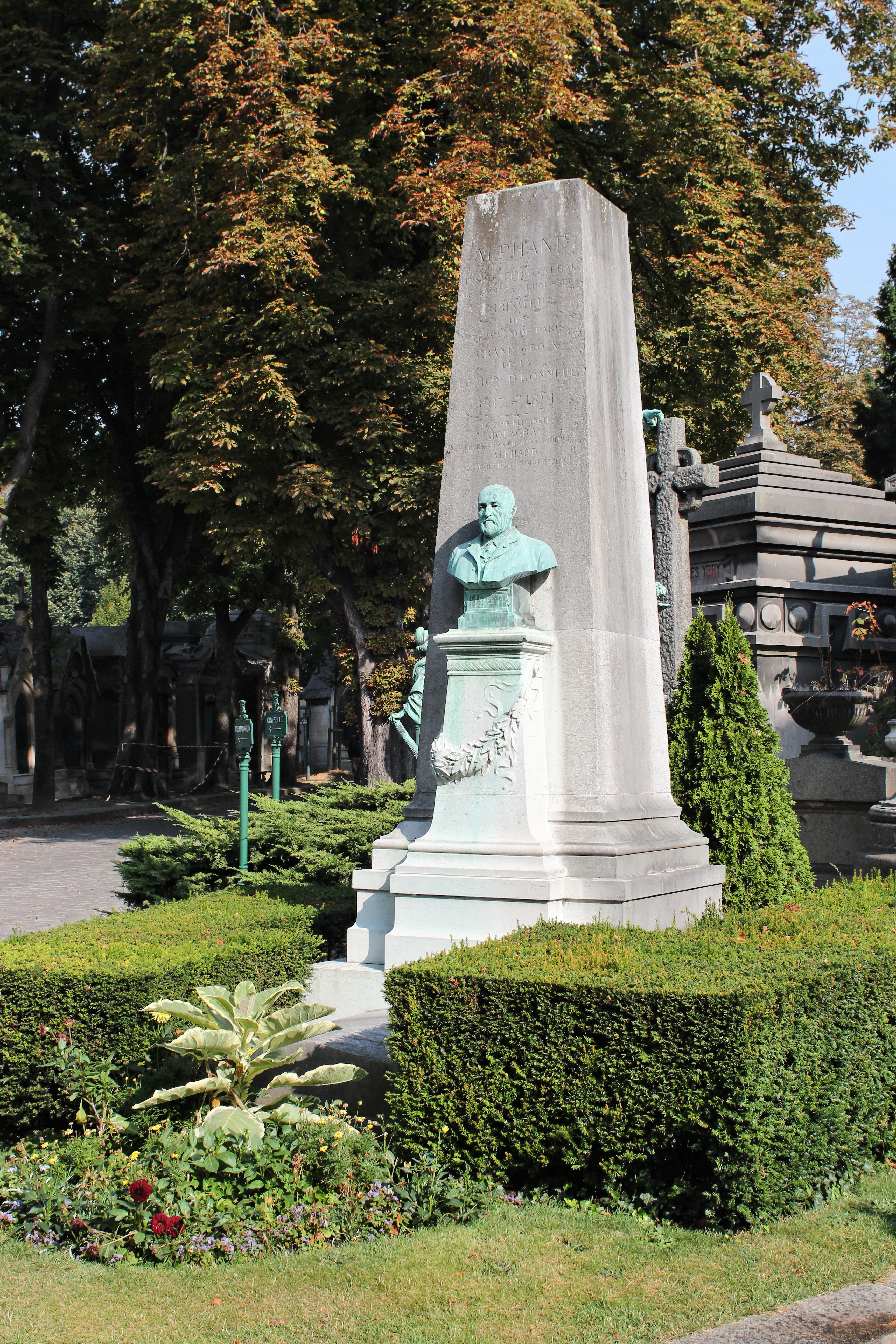
Alphand sírja a Père-Lachaise temetőben (66. osztály)

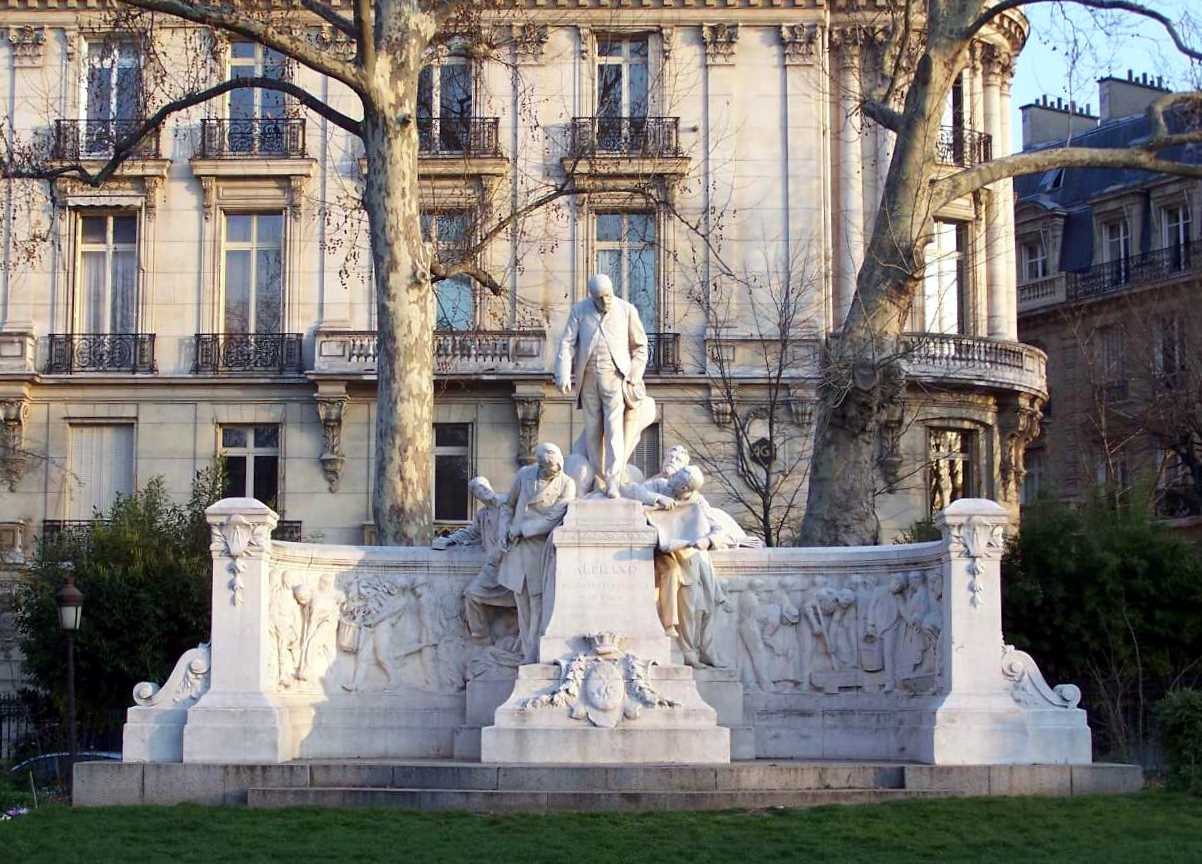
Alphand emlékműve a párizsi Foch sugárúton. Jules Dalou alkotása (1899)

Botanikai szakmunkákban nevének rövidítése: „Alphand”.

## Családja
Apja François Charles Alphand, tüzérségi alezredes (1778–1854), édesanyja Charlotte Péronnard-Dubertin (1790–).
1846. december 23-án Bordeaux-ban feleségül vette Holagray Élisabethet (szül.:1830) A házaspárnak három gyermeke született: 
- Charles Lodoïs (1848-1905),
- Gérard Charles Emmanuel (1849–1931) és
- Jeanne (1854–1926). Első férje Émile Bariquand, gépész, feltaláló, műhely-társtulajdonos. Második férje Maurice Tézenas (1856–1926) ügyvéd. Jeanne-t a francia Becsületrenddel is kitüntették 1912-ben jótékony cselekedetei miatt.

## Életrajza
Tanulmányait Grenoble-ban a Rondeau kerületi kis szemináriumban kezdte, majd Párizsba ment, ahol a Charlemagne Líceumban folytatta középfokú képzését. 1835-ben a Műegyetemre (L’École Polytechnique) iratkozott, 1837-ben pedig a Francia magas- és mélyépítési Műszaki Főiskolába (l’École des Ponts et Chaussées), ahol a felsőfokú diplomáját szerezte meg.
Mérnöki karrierjét Bordeaux-ban kezdte. A tengerparti város kikötőjének és vasútjának mérnöki munkáival foglalkozott és egyéb infrastruktúra körébe tartozó feladatokat látott el. Itt találkozott Hausmann báróval, aki ekkor Gironde tartomány prefektusa volt. Elnyerte az 1854-ben Párizsba kerülő, s Seine megye prefektusává előléptetett Hausmann bizalmát, aki 1855-ben főmérnöknek hívta meg Alphand-t a Sétányok és Ültetvények Hatóságához (Service des promenades et plantations de la Ville de Paris), s ettől kezdve részese volt a Második Francia Császárság idején Párizs átalakításának, pályatársával, Eugène Belgrand-nal és a tájtervező Jean-Pierre Barillet-Deschamps-val. A városrendezési koncepció szerinti építészi és épületszobrászati feladatokat Haussmann irodájában Gabriel Jean Antoine Davioud (1823–1881) neves építész látta el, aki természetesen a parkokat díszítő építmények tervezéséből is nagy részt vállalt. Alphand előbb a Bois de Boulogne főmérnökévé, majd az újonnan kialakítandó parkok osztályának igazgatójává vált (Service des Promenades et Plantations), sőt később még a közmunkák szervezési ügykörével is megbízták. Sétányokat, parkokat, kerteket tervezett, hogy szépítse és egészségesebbé tegye a fővárost. Teljesen újjáalakította a Vincennes-ligetet (Bois de Vincennes) és a Boulogne-i Városerdőt (Bois de Boulogne).
Amikor Haussmann bárót a Második Francia Császárság bukása után 1870. január 5-én nyugdíjazták, Alphand a posztján maradt. 1871 májusában Adolphe Thiers Haussmann utódjának, Léon Say-nek, Seine megye prefektusának egyetértésével kinevezte igazgatóvá a frissen megszervezett Párizsi Közmunkák Hivatala (Direction des Travaux de Paris) élére. A főváros egyik legfontosabb igazgatási szervének fejeként ezután Alphandnak sikerült felügyelete alá vonni az utak, közérdekű koncessziók, az építészet, valamint Belgrand 1878. évi halála után a víz- és csatornázási szolgáltatások ügykörét is.
Alphand folytatta a Haussmann által megkezdett munkákat: Párizs erődítményeinek építését, a Trocadéro-kert kialakítását, amelyet az 1878-as párizsi világkiállításra készítettek, (sőt már az 1889-es világkiállítás tervezése is napirenden volt), és a párizsi Hôtel de Ville sétánya és kertjeinek rendezését. 
1856 és 1867 között a Coutras kanton (Gironde megye) tanácsosa volt.
1884-ben a párizsi városrendezési rendeletek egyik fő szerzője.
1889-ben elnyerte a francia Becsületrend lovagi nagykeresztje méltóságát, melyet az 1889. évi párizsi világkiállítás irányításában való részvételéért (ekkor épült az Eiffel-torony is) kapott.
1891-ben, Haussmann halála után, megörökölte tőle a Francia Szépművészeti Akadémia VI. szekciójának 4. székét.
Váratlan hirtelenséggel halt meg 1891. december 6-án a párizsi Boulevard de Beauséjour-i villájában. Párizs városa nagyszabású temetést rendezett, több százan kísérték a Père-Lachaise temetőbe (Sírhelye: 66. osztály).

## Alkotásai
Párizsban: 
- A Temple tér(wd) (2016-tól Elie-Wiesel tér) parkja. Párizs 3. kerületében. A Templomos lovagok korábban zárt kertjét 1857. november 11-én nyitották meg a közönség előtt. Területe 7700 négyzetméter. (Egyike az Alphand idején közkertté nyilvánított 24 parkosított térnek).
- Az Obszervatórium sugárút(wd) Párizs 5., 6. és 14. kerületében. Az 1820. június 20-i császári rendelet alapján nyitották a párizsi obszervatóriumhoz vezető sugárutat.
- A Trocadéro kertek(wd) Párizs 16. kerületében. Területe: 93 930 m². A kertek közepén egy vízesés állt. Több Szajna felé néző szobor díszíti, köztük Auguste Caïn bikaszobra, Pierre Louis Rouillard Ló boronával című alkotása. Itt épült fel az 1878-as világkiállítás alkalmával a Champ-de-Mars palota (Hardy Léopold építész műve), Ma az 1937-ben (szintén a világkiállításra) épült art deco Chaillot-palota áll itt (Léon Azéma, Jacques Carlu, Louis-Hippolyte Boileau építészek alkotása). A csodaszép kertek az ikonikus Eiffel-torony közelében találhatók, a Szajna ellenkező oldalán. Középpontjukban a Varsó-szökőkút áll, amely 1937-ben épült az ekkor megrendezett „Művészet és technológia a modern életben” elnevezésű párizsi világkiállításra.
- A Champs-Élysées kertjei Párizs 8. kerületében. Területe: 137 520 m². A jelenlegi kerteket Adolphe Alphand az angol kertek mintájára tervezte, és 1840-ben nyitották meg.
- A Champs-Élysées-Marcel-Dassault körönd(wd) Párizs 8. kerületében. Átmérője 164 méter. Adolph Alphand 1863-ban hat kisebb szökőkutat készíttetett a régi nagy medence mellé.
- A Monceau park(wd) Párizs 8. kerületében. Adolph Alphand 8,4 hektárra bővítette, és 1861-ben avatták fel.
- A Voltaire boulevard(wd) Párizs 11. kerületében. Platánokkal szegélyezett 2850 méter hosszú sugárút.
- A Richard-Lenoir boulevard(wd) Párizs 11. kerületében. A San Martin csatorna lefedése után Alphand alakította ki, 1875 óta viseli mai nevét (François Richard és Joseph Lenoir-Dufresne nevéből).
- A Montsouris nyilvános park(wd) Párizs 14. kerületében. Haussmann 1860-ban határozta el létesítését Montsouris elhagyatott kőbányáinak területén. Akkor 15 hektáros területét 1867–1878 között angolkert stílusban alakították ki.
- Az Avenue-Foch park(wd) Párizs 16, kerületében. A kerteket 1854-ben Adolphe Alphand (1817-1891) hozta létre III. Napóleon kezdeményezésére. Mai nevét Ferdinand Foch (1851-1929), a Nagy háború marsallja nevét viselő közeli sugárútról nyerte.
- Az Auteuil-i üvegházak botanikus kertje(wd) 1859-ben a Muette körzetben egy virágoskertet hoztak létre, amelyet leválasztottak a Bois de Boulogne-tól, majd Adolphe Alphand mérnök berendezte. A kertben több mint 30 üvegház és három millió növény volt. Az 1890-es években átkerült a kerület déli részébe, Auteuil-be.
- A Bois de Boulogne(wd) (1855–1860). Párizs 16. kerületében. Területe megközelíti a 846 hektárt.
- A Bois de Vincennes(wd) (1857–1865). Párizs 12. kerületében. Területe kb. 995 hektár.
- Buttes-Chaumont park(wd) (1864–1867). Párizs 19. kerületében. Területe megközelíti a 25 hektárt. Angolkert.
- A Batignolles-i tér(wd) Párizs 17. kerületében. Az 1860-ban Párizshoz csatolt Batignoles településről kapta a nevét. Nagyobb területű park.
- Santiago-du-Chili tér(wd) Párizs 7. kerületében, kb. 3 826 m². Nevét Santiagóról, a Chilei Köztársaság fővárosáról kapta.
- A Ranelagh kertje(wd) Párizs 16. kerületében. Nevét Richard Jones ír főnemesről kapta.
- A Saint-Pierre tér (ma Louise-Michel tér(wd) Párizs 18. kerületében. Területe 23 737 m².
- Az Estienne d’Orves tér(wd) Párizs 9. kerületében. Mai nevét Honoré d’Estienne d’Orves(wd) második világháborús hős, francia ellenálló tiszteletére adták.
- A Montholon tér(wd) (közel a Montholon sugárúthoz, melyről a nevét kapta). Párizs 8. kerületében. Területe: 4 571 m².

Pauban (Pyrénées-Atlantiques megye): A Pireneusok boulevard.

## Művei
- Alphand, Adolphe (1867-1873). Les Promenades de Paris. Texte  [Text]. Rothschild.
- Alphand, Adolphe (1867-1873). Les Promenades de Paris. Planches [Plates]. Paris: Rothschild.
- Lettre à messieurs les membres de la Commission de l’organisation municipale de Paris et des communes du département de la Seine, 1870.
- Monographie: palais, jardins, constructions diverses, installations générales, 2 kötet.
- Adolphe Alphand (szerk.), Adrien Deville és Émile Hochereau: Ville de Paris: Recueil des lettres patentes, ordonnances royales, décrets et arrêtés préfectoraux concernant les voies publiques, Párizs, Imprimerie nouvelle (association ouvrière), 1886  p. 3-4.

## Emlékezete
- Egy Grenoble-i utca, egy Montpellier-i sugárút és egy párizsi sugárút viselik a nevét és ugyancsak Párizsban egy sétány a Akklimatizációs kertben (Le jardin d’acclimatation).
- Emlékműve (Jules Dalou szobrász és Jean Camille Formigé építész alkotása). Párizs 16. kerületében, a Foch sugárút 17. és 22. számok között áll.
- Párizsban 2017. február 7-én a 3. környezetvédelmi és ökológiai mérnöki konferenciát „Fák és területek” címmel születésének kétszázadik évfordulója tiszteletére rendezték meg.
- 2017. október 18. és december 22. között az Île-de-France-i régió Tervezési és Urbanisztikai szervezete (IAU) kiállítást rendezett emlékére „Alphand Párizsa, időtálló városi kertjei” címmel.

És még számos megemlékezés, kiállítás és könyvkiadási terv születik folyamatosan emlékének őrzésére.

## Fordítás
- Ez a szócikk részben vagy egészben  az   Adolphe Alphand című angol Wikipédia-szócikk ezen változatának fordításán alapul.  Az eredeti cikk szerkesztőit annak laptörténete sorolja fel. Ez a jelzés csupán a megfogalmazás eredetét és a szerzői jogokat jelzi, nem szolgál a cikkben szereplő információk forrásmegjelöléseként.
- Ez a szócikk részben vagy egészben  az   Adolphe Alphand című francia Wikipédia-szócikk ezen változatának fordításán alapul.  Az eredeti cikk szerkesztőit annak laptörténete sorolja fel. Ez a jelzés csupán a megfogalmazás eredetét és a szerzői jogokat jelzi, nem szolgál a cikkben szereplő információk forrásmegjelöléseként.